# 김우철 (1989년)
김우철(한국 한자: 金禹哲, 1989년 7월 4일 ~ )은 대한민국의 전 축구 선수이며, 포지션은 미드필더였다.